# Anna Pieri Zuercher
Anna Pieri Zuercher, auch Anna Pieri und Anna Pieri Zürcher, (* 1979 in Biel) ist eine Schweizer Schauspielerin.

## Leben
Anna Pieri wurde als Tochter einer italienischen Mutter und eines Deutschschweizer Vaters geboren. 1996 begann sie ein Klavierstudium an der Hochschule der Künste Bern, das sie 2000 abschloss.  Von 2001 bis 2004 absolvierte sie ein Schauspielstudium an der École Supérieure d'Art Dramatique (ESAD).
Ab 2005 stand sie unter anderem an Theatern in Paris, Lausanne und Genf auf der Bühne, etwa 2007 am Genfer Théâtre du Loup als Gretchen in Mein Kampf von George Tabori oder am Théâtre Vidy-Lausanne, wo sie in der Saison 2008/09 in Les Caprices de Marianne in der Titelrolle zu sehen war. Von 2010 bis 2015 spielte sie am Théâtre de l'Orangerie in Genf, beispielsweise die Ophelia im Hamlet.
Ihr Filmdebüt gab sie 2004 in Paul s'en va von Regisseur Alain Tanner. In der Fernsehserie Station Horizon (2015) spielte sie die Rolle der Suzy Fragnière. Im Januar 2019 wurde sie auf den Solothurner Filmtagen mit dem Schweizer Fernsehfilmpreis 2019 als beste Hauptdarstellerin für die Serie Doppelleben (Double vie) ausgezeichnet.
Im Mai 2019 wurde sie gemeinsam mit Carol Schuler als Kommissarin der Krimireihe Tatort präsentiert. Die beiden folgten Stefan Gubser und Delia Mayer als Flückiger und Ritschard als Schweizer Ermittler-Duo aus Zürich nach. Anna Pieri Zuercher übernahm ab der am Zurich Film Festival 2020 uraufgeführten Folge Züri brännt die Rolle der Isabelle Grandjean. In der Schweizer Krimi-Serie «Alter Ego» (2023) verkörperte sie die Rolle der Camille Aubry.
Sie ist seit 2016 mit dem Kameramann Pietro Zuercher (* 1976) verheiratet und hat einen Sohn.

## Filmografie (Auswahl)
- 2004: Paul s'en va
- 2008: Les caprices de Marianne (Fernsehfilm)
- 2010: Angela (Kurzfilm; als Anna Elisa Pieri)
- 2012: Jeu de dames (Fernsehserie)
- 2014: L’Heure du Secret 2 (Fernsehserie)
- 2014: Break-ups: La série – Génération Youporn
- 2014: Origines – A Double Tour
- 2015: Sam
- 2015: Station Horizon (Fernsehserie)
- 2016: Anomalia (Fernsehserie, eine Episode)
- 2018: Boomerang
- 2019: Doppelleben (Double vie) (Fernsehserie)
- seit 2020: Tatort – Grandjean und Ott (Fernsehreihe)
  - 2020: Züri brännt
  - 2021: Schoggiläbe
  - 2022: Schattenkinder
  - 2022: Risiken mit Nebenwirkungen
  - 2023: Seilschaft
  - 2023: Blinder Fleck
  - 2024: Von Affen und Menschen
  - 2024: Fährmann
  - 2025: Rapunzel
- 2022: Nebensaison (Hors Saison) (Fernsehserie)
- 2023: Neumatt (Fernsehserie; in Staffel 2)
- 2023: Alter Ego (Fernsehserie)

## Auszeichnungen
- Schweizer Fernsehfilmpreis 2019 als beste Hauptdarstellerin für Double vie[6]